# Joost Buis

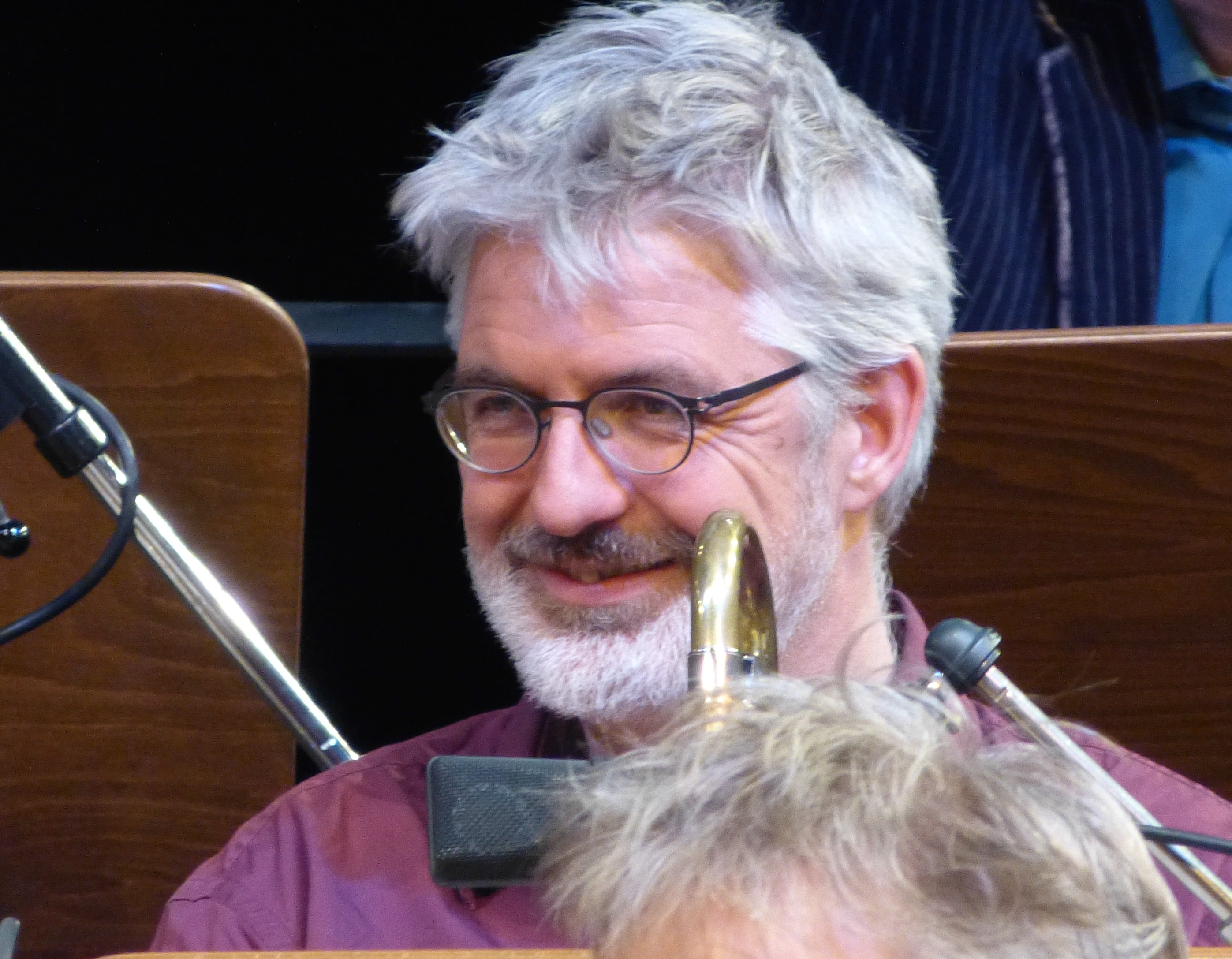
Joost Buis (2017 beim Kölner Acht-Brücken-Konzert der David Kweksilber Big Band im Funkhaus des WDR)

Joost Buis (* 31. Dezember 1966 in Badhoevedorp) ist ein niederländischer Jazz- und Improvisationsmusiker (Posaune, Komposition).

## Leben und Wirken
Buis erhielt Unterricht auf der Posaune und dem Euphonium in der Schule. Er gehörte zehn Jahre lang zum örtlichen Blasorchester der Post, spielte daneben aber auch Bassgitarre in der Schulband. Auf dem Konservatorium von Arnheim studierte er klassische Posaune und Musiktheorie; daneben besuchte er in Apeldoorn Workshops bei Sean Bergin, Peter Bennink, Martin van Duynhoven, J. C. Tans und Nico Bunink. Im Jahr 2000 nahm er Unterricht bei Roswell Rudd.
Ende der 1980er Jahre zog er nach Amsterdam, wo er zunächst in den Gruppen von Vera Vingerhoeds und Corrie van Binsbergen auftrat und mit dem Willem Breuker Kollektief eine USA-Tournee absolvierte. Eines der ersten Alben, an denen Buis mitwirkte, war Binsbergens Alles beweegt (1990). Seit 1989 arbeitete er mit Jacques und Bert Palinckx, im Folgejahr auch mit Bo van de Graafs I Compani. 1991 wurde er Mitglied von Sean Bergins MOB, mit dem er zwei Alben einspielte; ab 1992 gehört er zur Bik Bent Braam. Während des Holland Festivals 1994 war er an den Aufführungen der Oper Noach von Guus Janssen beteiligt.
Seit Mitte der 1990er Jahre leitet Buis das Tentett Astronotes, mit dem er eigene Kompositionen aufführt und u. a. in den USA, Kanada und Belgien auftrat. Bei einer Konzertreihe 2003 stellte die Gruppe Gäste wie Misha Mengelberg, Ab Baars, Jaap Blonk und Bart Maris vor. Weitere Gruppen, die Buis leitet, sind das Quartett Sliphorn (mit Paul Pallesen, Ernst Glerum und Han Bennink) und das Trio Snap, Crackle & Pop (mit Alan Purves und Wilbert de Joode). 2004 veröffentlichte Buis als Bandleader das Album Astronotes. Beim North Sea Jazz Festival 2006 führte Buis als Auftragskomposition mit dem Joost Buis Tentet das Programm Forms of Cloud auf.
Buis spielte auch mit Willem van Manens Contraband. 1998 wurde er Mitglied der Band Bite the Gnatze des Gitarristen Paul Pallesen. Weiterhin ist er Mitglied des Ab Baars Quartet und (seit 2005) des Spinifex Orchestra. 2003 gehörte er zu Drummers Double Bill der Schlagzeuger Arend Niks und Rob Verdurmen. Seit 2016 gehört er zudem der Bigband von David Kweksilber an, die auch seine Werke aufführt.

## Diskographie (Auszug)
- Palinckxquartet: ’IF p THEN q ......MIND YOURS !, 1990
- Bik Bent Bram: Howdy, 1992
- Rajesh Mehta Collective: Arrows in Time, 1993
- Palinckx & Guests: Llllivvvvve !!!!, 1993
- Palinckx: The Naked Girls from Tilburg, 1993
- Palinckx: Border – Live in Zurich, 1996
- Jan Klare Die Entfesselte Droste, 1998
- Gravitones Plus Sounding Brass, 1999 (mit Michael Vatcher, Felicity Provan, Martin Mayes, Oren Marshall, Paul Pallesen, Ernst Glerum, Augusto Forti)
- Bite the Gnatze: Throw the Plates, 2000
- Maarten Ornstein / 't Barre Land: Entertainment, 2001
- Bite the Gnatze: Wilde dans in een afgelegen berghut, 2003
- Astronotes mit Felicity Provan, Jan Willem van der Ham, Tobias Delius, Frans Vermeerssen, Paul Pallesen, Achim Kaufmann, Wilbert de Joode, Alan Purves, Michael Vatcher, 2004
- Ab Baars Trio Kinda Dukish, 2005, mit Martin van Duynhofen
- Bite the Gnatze: Wals door het raam, 2007
- Spinifex Orchestra: Triodia, 2008
- Getatchew Mekuria, The Ex + Friends Y’Anbessaw Tezeta, 2012
- Ab Baars/Joost Buis: Moods for Roswell Wig, 2020
- Ab Baars. Joost Buis. Berlinde Deman: Cecil’s Dance, 2024